# Aeroacústica computacional
Aeroacústica Computacional, em inglês (Computational Aero Acoustics, ou CAA), é a simulação direta de campos acústicos gerado por interações entre escoamentos aerodinâmicos e os respectivos ruídos gerados. Direto significa que os cálculos computacionais são feitos apenas com base em fundamentos físicos básicos, sem a adição de resultados experimentais ou de conjecturas heurísticas. Com o rápido desenvolvimento da capacidade computacional e da formulação matemática aeroacústica esta área de estudo tem sofrido espetaculares avanços na última década.

## Métodos

### Simulação Numérica Direta(DNS)
Simulação Numérica Direta com sigla em inglês DNS, é uma técnica de solução das equações de Navier-Stokes compressíveis, utilizada para simular simultaneamete o escoamento aerodinâmico e o campo acústico. Tais simulações requerem métodos numéricos de alta ordem devido às grandes diferenças entre as escalas referentes ao escoamento aerodinâmico e ao campo acústico.

### Aproximação Híbrida
Este tipo de aproximação permite o uso de dois métodos diferentes para resolver-se um problema aeroacústico. O primeiro deles é dedicado a resolver parâmetros ligados ao escoamento e com posse de tais parâmetros utiliza-se um segundo código dedicado à solução dos campos acústicos. Tanto técnicas de solução de problemas estacionários (RANS, SNGR(Stochastic Noise Generation and Radiation), etc.) e não estacionários (DNS, LES, DES, URANS, etc.) podem ser utilizadas. Já a propagação acústica pode ser calculada utilizando-se os seguintes métodos:
1. Analogias de Lighthill
2. FW-H
3. Integral de Kirchhoff
4. Equações Linearizadas de Euler